# Leimbach TG
| TG ist das Kürzel für den Kanton Thurgau in der Schweiz. Es wird verwendet, um Verwechslungen mit anderen Einträgen des Namens Leimbach zu vermeiden. |

Leimbach, schweizerdeutsch Laimbach oder Laabach, ist eine ehemalige Ortsgemeinde und eine Ortschaft der Gemeinde Bürglen im Bezirk Weinfelden des Kantons Thurgau in der Schweiz.
Die Ortsgemeinde Leimbach gehörte 1803 bis 1816 zur Munizipalgemeinde Birwinken und von 1816 bis 1994 zur damaligen Munizipalgemeinde Bürglen. Am 1. Januar 1995 fusionierte die Ortsgemeinde Leimbach im Rahmen der Thurgauer Gemeindereform zur politischen Gemeinde Bürglen.

## Geographie
Das Haufendorf Leimbach liegt an der Strasse Sulgen–Langrickenbach.

## Geschichte
Der Ort wurde 1265 als Lainbach erstmals urkundlich erwähnt. Das Domkapitel Konstanz besass bereits im 14. Jahrhundert grossen Grundbesitz.
Der Kehlhof des Domkapitels umfasste beträchtliche Teile Acker- und Wiesland. Die Leimbacher Bauern, die Anteile davon besassen und diese als Erblehen bebauten, wurden Hofjünger genannt und unterstanden der Gerichtsbarkeit des Domkustos.
Leimbach gehörte jedoch dem zur Herrschaft Bürglen zählenden Gericht Uerenbohl an, das von 1579 bis 1798 in der Hand der Stadt St. Gallen war. Diese Konstellation hatte lange Streitigkeiten zwischen der Domkustorei Konstanz und der Stadt St. Gallen zur Folge. Kirchlich gehörte Leimbach stets zur Pfarrei Sulgen.
Die Landwirtschaft war bis ins 19. Jahrhundert auf Getreide-, Obst- und Viehwirtschaft ausgerichtet. 1848 entstand in Leimbach die erste Dorfkäserei im Thurgau. 1850 baute Joachim Etter (1824–1897) eine Teigwarenfabrik, die 1897 nach Amriswil und Weinfelden verlegt wurde. 1900 gab es eine chemische Fabrik und eine Stickerei. Um 1920 galt Leimbach als industriell entwickelt. Trotz des Rückgangs der Landwirtschaft auf acht Höfe bis 1920 ist Leimbach ein bäuerliches Dorf mit wenig Gewerbe geblieben, dessen Ortsbild von agroindustriellen Silogebäuden geprägt ist.

## Wappen
Blasonierung: Geteilt von Rot und Weiss, belegt mit einem gelbgekrönten Löwen in gewechselten Farben.
Das Wappen ist eine neuere Schöpfung und gibt die Teilung der Gerichtsrechte wieder. Die Farben Rot und Weiss erinnern an das Domkapitel Konstanz; der gekrönte Löwe an die Herrschaft Bürglen.

## Bevölkerung
| Jahr         | 1850  | 1900  | 1950  | 1990  | 2000  | 2010  | 2018  | 2023  |
| Ortsgemeinde | 169   | 167   | 237   | 261   |       |       |       |       |
| Ortschaft    |       |       |       |       | 309   | 194   | 298   | 326   |
| Quelle       | [ 4 ] | [ 4 ] | [ 4 ] | [ 4 ] | [ 7 ] | [ 8 ] | [ 2 ] | [ 9 ] |

|  |

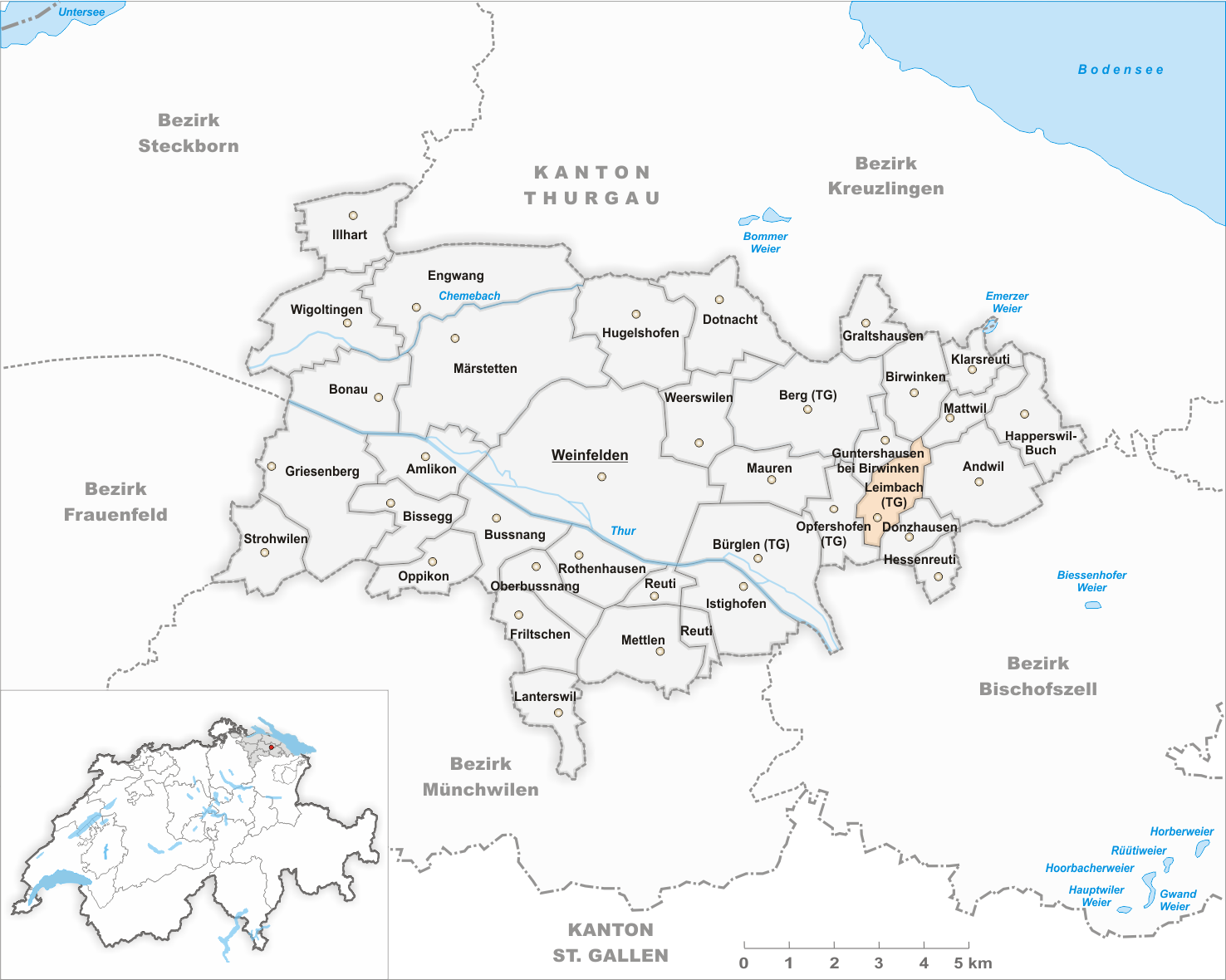
Gemeindestand vor der Fusion im Jahr 1995

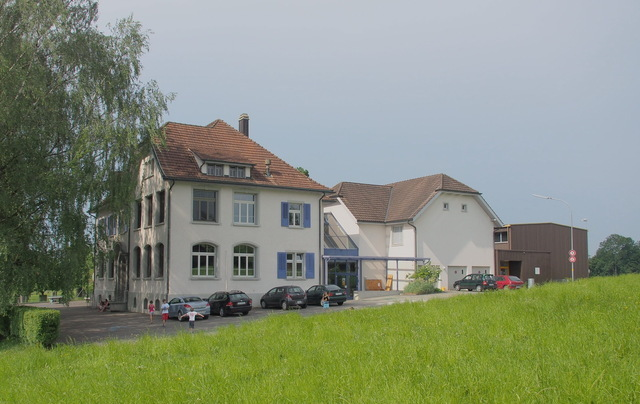
Das Primarschulhaus in Leimbach TG

Von den insgesamt 326 Einwohnern der Ortschaft Leimbach am 31. Dezember 2023 waren 41 bzw. 12,6 % ausländische Staatsbürger. 123 (37,7 %) waren evangelisch-reformiert und 52 (16,0 %) römisch-katholisch.

## Politik
Von insgesamt 6 Bürgler Gemeinderäten ist einer in Leimbach wohnhaft. Ausserdem ist Leimbach durch den Unternehmer Oliver Martin (SVP) im Grossen Rat (Thurgau) vertreten, der im Wahlkreis Weinfelden bei den Grossratswahlen 2020 neu gewählt wurde.